# Svona fólk
Svona fólk (en español: Tales personas) es una serie documental islandesa estrenada en 2019 por la cadena de televisión RÚV. La serie está dirigida por la cineasta Hrafnhildur Gunnarsdóttir y explora la historia de las personas LGBT en Islandia desde la década de 1970 hasta 2016 y cómo el país se convirtió en uno de los mejores del mundo en cuanto a aceptación social a las personas pertenecientes a la diversidad sexual.
Gunnarsdóttir empezó a filmar el documental en 1992, cuando realizó varias entrevistas a personas infectadas con VIH. El resto de las tomas fueron realizadas por ella durante los 27 años siguientes. El material total, que constituye más de 400 horas de grabaciones, fue compartido en internet por Gunnarsdóttir en 2021.

## Episodios
La serie está compuesta por cinco episodios:
- «Silencio», que explora la vida de las personas LGBT en la década de 1970.
- «Fuera del escondite», que narra los primeros años de la década de 1980.
- «La plaga», que recuenta la llegada del VIH al país.
- «Segunda clase», que transcurre en la década de 1990 y se centra en la legalización de las uniones civiles en 1996.
- «Igualdad alcanzada», que explora los avances en los derechos LGBT en el siglo XXI.

## Recepción
La serie fue un éxito televisivo y fue sintonizada por alrededor del 18% del total de televidentes islandeses, lo que la convirtió en el quinto documental más visto del año en el país. Obtuvo además una muy buena aceptación crítica y, durante la edición de 2020 de los Premios Edda, se hizo acreedora al galardón en la categoría «Episodio de vida humana del año». La serie también fue bien recibida por Samtökin '78, la asociación de personas LGBT islandesas. El académico Thorsteinn Vilhjálmsson, por el contrario, criticó el hecho de que, de acuerdo a él, muchos de los eventos mostrados en el documental fueron en realidad más complejos y algunos de los cambios que son retratados como logros nacieron en realidad con beneplácito del gobierno y la iglesia.
A raíz del estreno del documental, la obispo de Islandia, Agnes M. Sigurðardóttir, ofreció disculpas públicas por la oposición que mostró en el pasado la Iglesia nacional de Islandia a la legalización del matrimonio entre personas del mismo sexo.